# Paralelo 72 N
O Paralelo 72N é um paralelo no 72° grau a norte do plano equatorial terrestre.

## Dimensões
Conforme o sistema geodésico WGS 84, no nível de latitude 72° N, um grau de longitude equivale a 34,5 km; a extensão total do paralelo é portanto 12.421 km, cerca de 31 % da extensão do Equador, da qual esse paralelo dista 7.992 km, distando 2.010 km do polo norte.

## Cruzamentos
| País, território ou mar       | Notas                                                    |
| ----------------------------- | -------------------------------------------------------- |
| Oceano Ártico                 | Mar da Noruega, Mar de Barents                           |
| Rússia                        | Ilha Yuzhny no arquipélago Nova Zembla                   |
| Oceano Ártico                 | Mar de Kara                                              |
| Rússia                        | Península de Yamal                                       |
| Golfo de Ob                   |                                                          |
| Rússia                        | Península de Guida, inclui Baía Khalmyer e Baía Yuratski |
| Golfo de Yenisei              |                                                          |
| Rússia                        |                                                          |
| Oceano Ártico                 | Mar de Laptev                                            |
| Rússia                        | Krai de Krasnoiarsk até Chukotka                         |
| Oceano Ártico                 | Mar Siberiano Oriental, Mar de Chukchi, Mar de Beaufort  |
| Canadá                        | Ilha Banks, Territórios do Noroeste                      |
| Estreito do Príncipe de Gales |                                                          |
| Canadá                        | Ilha Victoria, Territórios do Noroeste e Nunavut         |
| Baía Hadley                   |                                                          |
| Canadá                        | Ilha Victoria, Nunavut                                   |
| Canal M'Clintock              |                                                          |
| Canadá                        | Ilha do Príncipe de Gales, Nunavut                       |
| Estreito de Peel              |                                                          |
| Canadá                        | Ilha Somerset, Nunavut                                   |
| Enseada Prince Regent         |                                                          |
| Canadá                        | Ilha de Baffin, Nunavut                                  |
| Enseada Admiralty             |                                                          |
| Canadá                        | Ilha de Baffin, Nunavut                                  |
| Baía de Baffin                |                                                          |
| Gronelândia                   | ao sul de Upernavik                                      |
| Ocaeno Ártico                 | Mar da Groenlândia, Mar da Noruega                       |